# Podhorodce
Podhorodce (ukr. Підгородці) – wieś na Ukrainie, w rejonie stryjskim (do 2020 roku w rejonie skolskim) obwodu lwowskiego, nad Stryjem. Wieś liczy 2132 mieszkańców.

## Położenie
Wieś leży w dolinie Stryja, u ujścia do niego jego lewobrzeżnego dopływu, potoku Uryczanka. Zabudowania leżą praktycznie wyłącznie na lewym brzegu Stryja i w dolinie wspomnianego potoku. Wieś otaczają, sięgające wysokości 650–800 m n.p.m. góry, należące do Beskidów Skolskich. Przez Podhorodce biegnie droga z Synowódzka Wyżnego do Schodnicy.

## Historia
Pierwsza wzmianka o wsi pochodzi z roku 1397, kiedy król Władysław Jagiełło darował Podhorodcze Iwanowi Frankowiczowi i Iwanowi Stawiszczycowi (według innych danych wieś założona w 1397). Darowiznę tę potwierdził w roku 1469 Kazimierz Jagiellończyk. W 1536 Waśko Bratkowski herbu Sas dostał wieś od Kmity. W 1535 r. Zygmunt Stary potwierdził wcześniejszą donację wsi na rzecz Piotra Kmity. W 1541 r. Błyszczyński darował Podhorodce wraz z zamkiem Tustań Janowi, panu na Tarnowie.
W 1880 r. było we wsi 295 domów, a kolejne 5 w obszarze dworskim. Mieszkało w nich odpowiednio 1364 i 47 mieszkańców, z czego 1328 grekokatolików, 21 rzymskich katolików, 35 żydów i 27 osób innych wyznań. Narodowości rozkładały się następująco: 1349 Rusinów, 32 Niemców i 30 Polaków.
Za II Rzeczypospolitej do 1934 samodzielna gmina jednostkowa, następnie należała do zbiorowej wiejskiej gminy Podhorodce, której była siedzibą. Początkowo w powiecie skolskim, a od 1932 w powiecie stryjskim w woj. stanisławowskiem. W październiku 1936 w Podhorodcach został poświęcony nowo wybudowany kościół.
W czerwcu roku 1941 we wsi Podhorodce oddziały UPA dokonały ludobójstwa, podczas którego zginęło 21 Polaków oraz 120 Żydów. Po wojnie wieś weszła w struktury administracyjne Związku Radzieckiego.
W Podhorodcach osiadł Stanisław Konstanty Pietruski (1811-1874), wybitny polski zoolog i pomolog. W 1833 r. założył tu w swym majątku zwierzyniec, który wkrótce uznawany był za największy prywatny ogród zoologiczny w Europie. Po pożarze z 1848 r., który strawił zwierzyniec i duże zbiory zoologiczne, poświęcił się głównie badaniom w zakresie sadownictwa i ogrodnictwa. W sadzie założonym w 1835 r. hodował 200 odmian jabłoni, 80 odmian grusz, 45 odmian śliw, 20 odmian czereśni i wiśni oraz 75 odmian angielskich agrestów z których wyrabiał wino. Eksperymentował także z hodowlą jedwabników.